# Wola Radłowska
Wola Radłowska – wieś w Polsce położona w województwie małopolskim, w powiecie tarnowskim, w gminie Radłów.
W 1629 roku Wola Radłowska była wsią biskupów krakowskich w województwie sandomierskim. W 1894 roku wybudowano Szkołę Powszechną. W latach 1975–1998 miejscowość administracyjnie należała do województwa tarnowskiego.
We wsi znajduje się Zespół Szkolno-Przedszkolny im. Stanisława Wyspiańskiego oraz kościół pw. bł. Karoliny Kózka (tutejszą parafię, wyłączoną z parafii Radłów, erygował biskup tarnowski Józef Życiński w 1991 roku).